# サウファトゥ・ソポアンガ

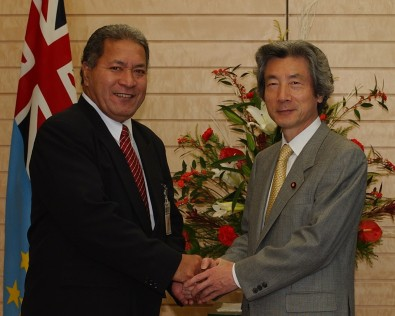
日ツバル首脳会談2003で小泉純一郎と

サウファトゥ・ソポアンガ（Saufatu Sopoanga、1952年 - 2020年12月15日）は、ツバルの政治家。同国首相（第9代）を務めた。
1976年に同国の政府次官に就任した後、内閣官房長官や蔵相、財務相など経て、2002年の総選挙でコロア・タラケ首相が落選したことを受け同年8月2日に新首相就任。ファイマラガ・ルカ政権、コロア・タラケ政権と短命政権が続き、政局安定のため共和制移行を目指すことを表明していた。
2004年8月26日、国会内の反ソポアンガ派が提出した不信任決議が可決され、国会議員資格を失ったことから、翌27日に首相職を解任された。だがその後、同年10月に行なわれたヌクフェタウ島地区補欠選挙で再当選を果たし、国会議員に復帰した。そしてソポアンガの後継首相であるマアティア・トアファのもとで副首相を務め、通信運輸相と労働エネルギー相を兼任した（2006年8月の総選挙で再び議席を失うまで在任）。
2020年12月15日に死去し、22日に葬儀が行われた。